# Индустријска зона ди Вја Рома (Бреша)
Индустријска зона ди Вја Рома је насеље у Италији у округу Бреша, региону Ломбардија.
Према процени из 2011. у насељу је живело 21 становника. Насеље се налази на надморској висини од 106 м.